# Municipalità locale di Lukhanji
La municipalità locale di Lukhanji (in inglese Lukhanji Local Municipality) è stata una municipalità locale del Sudafrica appartenente alla municipalità distrettuale di Chris Hani, nella provincia del Capo Orientale. In base al censimento del 2001 la sua popolazione era di 184.545 abitanti.
È stata soppressa nel 2016, quando si è fusa con le municipalità locali di Inkwanca e di Tsolwana per costituire la municipalità locale di Enoch Mgijima.
La sede amministrativa e legislativa era la città di Queenstown e il suo territorio si estendeva su una superficie di 4.259 km² ed era suddiviso in 27 circoscrizioni elettorali (wards). Il suo codice di distretto era EC134.

## Geografia fisica

### Confini
La municipalità locale di Lukhanji confinava a nord con quella di Inkwanca, a nord e a est con quella di Nord: con il Emalahleni, a est con quella di Intsika Yethu, a sud con quelle di Amahlathi, Nkonkobe e Nxuba (Amatole) e a ovest con quella di Tsolwana e con il District Management Areas ECDMA13.

### Città e comuni
- Bailey
- Bolotwa
- Bowker's Park
- Cacadu
- Didimane
- Ekuphumleni
- Ezibeleni
- Hala
- Hewu
- Illinge
- Lesseyton
- Mlungisi
- Nonesi
- Queenstown
- Sada
- Tylden
- Waqu
- Whittlesea
- Zulukama

### Fiumi
- Bholotwa
- Brakkloofspruit
- Diep
- Esk
- Klaas Smits
- Klipplaat
- Krom
- Kuzitungu
- Lesseyton
- Macibini
- Oskraal
- Papkuilsfonteinloop
- Swart – Kei
- Thomas
- Thorn
- Waqu

### Dighe
- Bonkolo Dam
- Oxkraal Dam
- Shiloh Dam
- Thrift Dam
- Waterdown Dam